# 三重交通サ360形電車
三重交通サ360形電車（みえこうつうサ360がたでんしゃ）は、三重交通が製造、後に近畿日本鉄道サ130形として使用された電車である。
当稿では近鉄サ130形から改造された、三岐鉄道北勢線で使用される三岐鉄道クハ130形・サハ130形電車（さんぎてつどうクハ130がた・サハ130がたでんしゃ）と、四日市あすなろう鉄道内部・八王子線で使用される四日市あすなろう鉄道ク110形・サ120形電車（よっかいちあすなろうてつどうク110がた・サ120がたでんしゃ）についても解説する。

## 概要
1950年代初頭の段階で三重交通の762mm軌間各線に在籍していた、種々雑多な木造客車の代替・淘汰を目的として1954年に製造された、半鋼製車体を備える付随車である。
4両ずつ2回に分けて8両が発注され、ナニワ工機（361・362・365・366）と帝国車輌（363・364・367・368）でそれぞれ1回につき2両ずつ製造された。
当初は全車とも三重交通が沿線の観光開発に力を入れていた三重線に投入された。

## 車体
メーカーの一方であるナニワ工機が開発を進めていた、各部の丸みの強い準張殻構造の軽量車体設計を基本としており、同社の個性が色濃く表れた外観形状である。
当時ナニワ工機は、奈良電気鉄道デハボ1200・1350形、下津井電鉄モハ102・クハ22など、日本各地の地方私鉄へ同様の設計を備える車両を供給していたが、本形式と下津井向けに関しては帝国車輌でも同一車体設計で車両製作が行われており、納期等の事情から当時、近隣の両社間で協力体制が存在していたことをうかがわせている。
構体そのものは全溶接構造の鋼製であるが、平滑なノーシル・ノーヘッダー構造ではなく、窓下にウィンドウ・シルと呼ばれる補強用の帯板が露出して取り付けられた設計で、内装および床板は木製である。
窓配置はd1D（1）3（1）D2（d：乗務員扉、D：客用扉）で、設計段階で将来既存電動車の制御器を間接制御方式へ改造することを念頭に置いて、制御車への改造を想定して2位寄り（三重線では内部・八王子寄り、北勢線では西桑名寄り）に乗務員室が設けられ、標識灯も妻面車掌台側窓下に1灯埋め込み式で取り付けられている。
側窓は当時のナニワ工機の標準的な様式であり、当時最新の流行でもあった上段Hゴム支持固定窓、下段上昇式の俗に言うバス窓が採用され、妻窓も2枚窓構成でこのバス窓が設けられていた。これに対し、側扉は従来通りの枠構造に薄い板を打ち付けたものが踏襲されており、いささか古風な印象を与えるものである。
また、屋根は雨樋を高い位置に設けた張り上げ屋根構造で、各扉上部に水切りと呼ばれる小型の雨樋が設けられているが、新造時の塗装が上半分がクリーム、下半分が濃緑色の三重交通標準色であったため、膨張色である白系統で塗られた上半分、特に張り上げ構造の屋根部分が目立ち、実際には電動車よりも小さな車体高であったにもかかわらず、大柄な印象を与える。
なお、座席は全車、製造以来現在に至るまでロングシートとなっている。

## 主要機器

### 台車
住友金属工業製の一体鋳鋼側枠を備える軸バネ式台車（形式不詳）が装着された。
これは第二次世界大戦前より気動車用として一般に用いられてきた台車であり、同時期製作の姉妹車である下津井電鉄クハ22・23でもほぼ同一構造のものが採用されている。

### ブレーキ
在来車と同様、編成に非常用のブレーキ管と常用の直通管の2本の空気管を引き通す、非常弁付き直通空気ブレーキ（STEブレーキ）が採用されている。
ブレーキシリンダーは車体装架式で、ロッドにより各台車に伝えられ、各車輪を左右から締め付ける両抱き式のブレーキワークによって制動力が伝達される、伝統的な設計である。
このブレーキは三重交通の762mm軌間各線の在来車では、サ150形の導入された1950年以降、1952年までに、特に列車の連結車両数の多い三重線と北勢線で整備が行われた際に初めて搭載されたもので、これにより多客時の長大編成や列車分離事故などの際の安全性が大幅に向上している。

### 連結器
新造時は三重線・北勢線標準のピン・リンク式連結器が全車に装着されているが、近鉄合併後の1966年に北勢線では増解結作業の簡易化を目的として連結器の自動連結器への換装が実施されたため、北勢線所属車については全車とも、並形自動連結器を約3/4に縮小した形状のCSC91形自動連結器への交換が実施され、内部・八王子線所属車についても1977年の北勢線近代化で余剰車が内部・八王子線に転入した際に、これと合わせる形で交換されている。

## 運用
当初は三重線系統に8両全車が集中配置され、当時同線に未だ多数が在籍していた三重軌道由来の老朽化した木造ボギー客車を淘汰するのに用いられた。
以後、三重線の主力客車として重用されていたが、1960年から1962年にかけてより新しい設計のサ2000形が製造されたため、経年の若い車両を極力各線に配分する目的でサ363 - 368の6両は北勢線に転用され、同線に在籍していたサ104 - 106などの戦後改造、あるいは新造された木造客車の淘汰に充てられている。
なお、1965年の三重電気鉄道の近畿日本鉄道への吸収合併に際しては、他線の在来車と車両番号が競合するのを回避すべく、サ130形131 - 138に改番されている。

### 近鉄北勢線 → 三岐鉄道在籍車

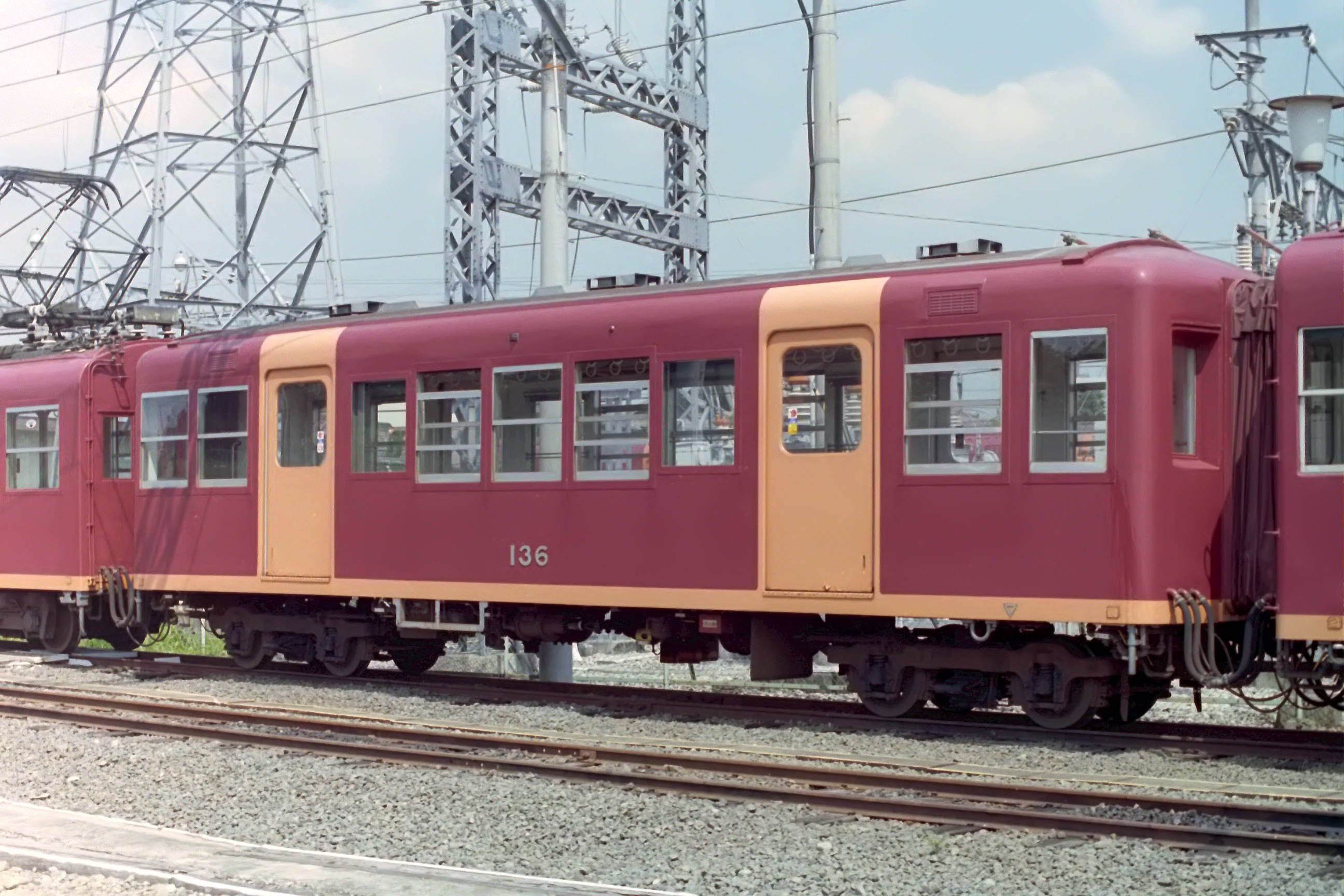
近鉄時代のサ136

1977年からの北勢線の近代化に伴い、編成の固定化が実施され、本形式の北勢線所属車両もその対象となった。ただしサ133は車両需給の関係から、この時再度内部・八王子線に転属している。
サ134・136は制御車に改造されてク134・136となった。前述の乗務員室が製造以来23年にしてようやく活用され、乗務員室側妻面の左右上部に本線通勤車と共通のシールドビームによる前照灯が振り分けて設置された。また、阿下喜寄り妻面には貫通路が設置された。
改造当初は正面窓はそのままで使用されたが、運転時の視界が制限され保安上問題となったことから、これらは翌1978年には上段部分を切除し、アルミサッシを用いた1段固定窓に改造されている。
これに対し、サ135・137は付随車のままとされたが、ク134・136とそれぞれペアを組んでモ220系の増結用として使用可能とすべく、西桑名寄り妻面に貫通路が設置された。
また、残るサ138についてはモ270形とク140形の中間に組み込まれることとなり、両妻面への貫通路設置と台車の近畿車輛KD-219Aへの交換が実施された。
このKD-219Aは270系のク170形に装着されたのと完全に同型で、側受け位置を極力左右に広げて車体のローリングを抑制する目的で枕バネ部を側枠よりも外側に配した、軽量溶接組み立て構造の横剛性軸バネ式台車であり、ユニット化されたゴム製ブレーキシリンダーを採用するなど、乗り心地の改善と共に保守コストの低減を目的とした新技術の導入が目立つ。

#### 1990年からの改造内容
ク134の運転台部分を撤去し、同時期新造で編成を組むこととなったモ277形と取り扱いを統一すべく共通設計の運転台ユニットが接合された。これにより運転室は切妻構造であるが、連結面は従来通り丸みを帯びた初期の張殻構造軽量車体の特徴を残すという、特異な車体形状となった。
ク136は1991年に再度付随車化され、サ136となった。
非貫通で残っていたサ135・137の阿下喜寄り妻面に貫通路を設置。
塗装を従来のマルーン1色塗りから、車体裾部および扉部をオレンジ色に塗り分ける、特殊狭軌線新標準色への塗り替えを実施。
側面窓を上段下降、下段固定式のユニットサッシ、内装の老朽化していた木製部分などを270系に準じたメラミン樹脂化粧板およびアルミ合金製部材に交換。
ブレーキをHSC電磁直通ブレーキに交換。
台車をKD-219系に統一。サ135 - 137はKD-219G、ク134はKD-219Eへ交換、これに伴いブレーキも台車シリンダー方式に変更。またサ138は改造によりKD-219Bへ変更。
北勢線車両全体、あるいは編成単位での変遷については「三岐鉄道北勢線」と「三岐鉄道270系電車」を参照されたい。
近鉄時代に220系が全廃された後は、北勢線最古の車両となっている。

### 近鉄内部・八王子線 → 四日市あすなろう鉄道在籍車
北勢線に続き、内部・八王子線も1982年から1983年にかけて近代化事業が実施され、総括制御に対応する260系が新造された。
この際、新製コスト削減のために制御車であるク160形の製造数は最小限に抑制され、中間車に至っては1両も新造されなかった。このため、在来車の内、経年が比較的若い戦後製の車両を改造してその不足を補うこととされ、本形式3両は制御車であるク110形と付随車であるサ120形へそれぞれ改造された。
その後四日市あすなろう鉄道移管後に老朽化のため、ク110形についてはク160形を追加新造、サ120形についてはサ180形を新造し、四日市あすなろう鉄道では三重交通以前からの在籍車は全車廃車となった。全て解体され、保存車も存在しない。

#### ク110形
サ131・133を改造してク110形114・115とした制御車である。
もっとも、旧型車からの改造とはいっても運転台は従来の乗務員室部分を除去の上、260系に準じた構造の運転台ユニットを取り付け、更に四日市寄り妻面に貫通路を設置するという大がかりな工事が実施され、内装も260系に準じてメラミン樹脂化粧板とアルミ型材による近代的な仕様に全交換、側面幕板部への車外スピーカーの設置、HG-583Mrb電動発電機とDH-25空気圧縮機を搭載、ブレーキを中継弁付きのACA-Rへ交換、台車も新製のKD-219Eへ交換されるなど、構体を流用しただけでほとんど新造に等しい大改造が実施されており、塗装が特殊狭軌線新標準色に変更されたこともあって、かろうじて側面窓がバス窓のまま残されている以外は面目を完全に一新している。

#### サ120形

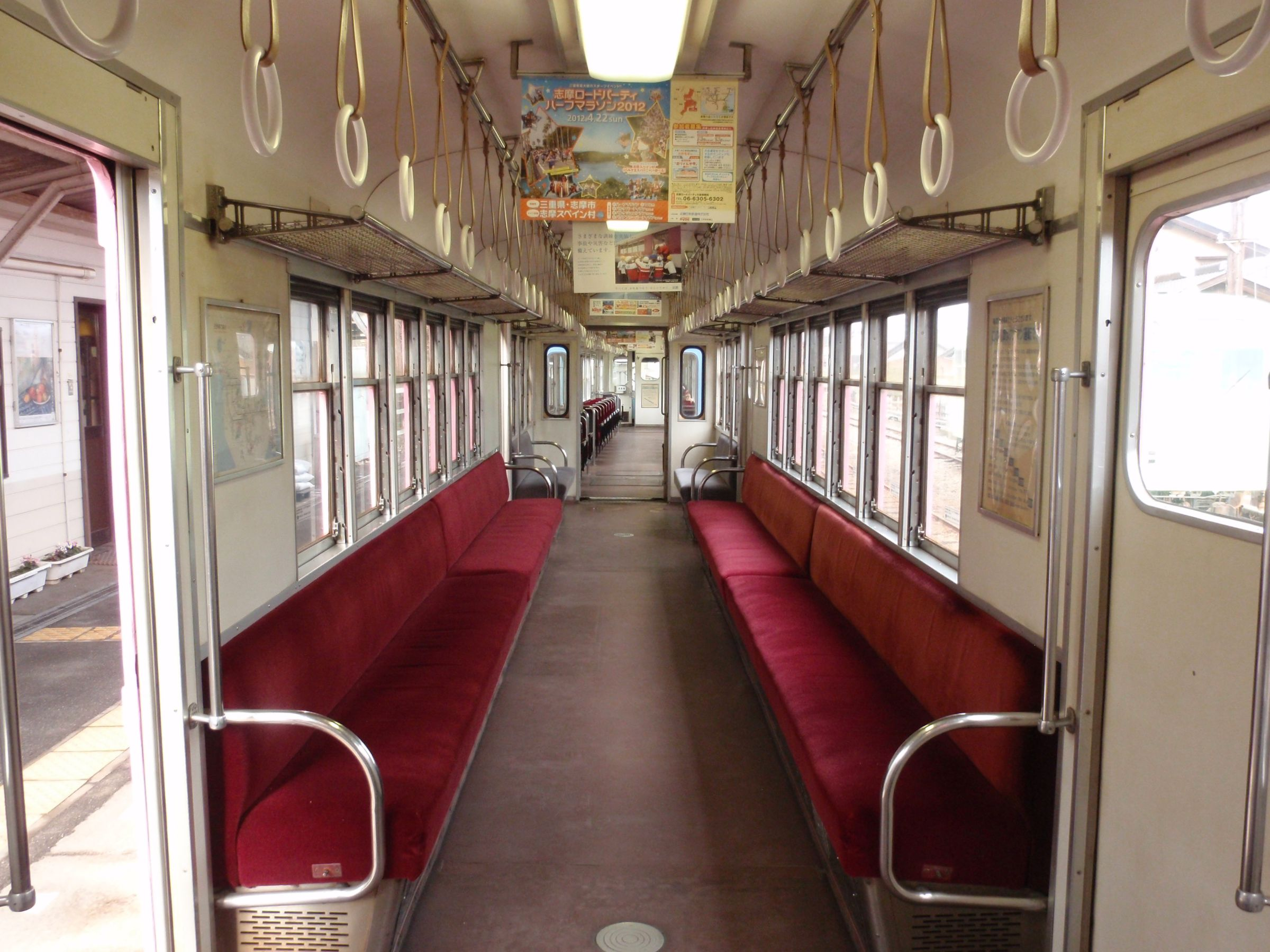
サ123の車内

サ120形は全て改造車であり、主にモニ220形の戦後製造グループ（モニ227 - 229）から改造されたが、運用の都合上、不足する1両を補うためにク110形への改造から漏れたサ132をサ124として編入改造することとなった。この際の改造メニューは他形式に準じ、構体を残して総ばらしを行い、内装の軽合金製部品による不燃化、貫通路および車外スピーカーの設置、乗務員室撤去と乗務員扉部分の埋め込み、ブレーキのATA-R化などが実施されたが、台車はオリジナルの住友金属工業製が残された。
なお、近代化事業の完了後もク110・サ120形は1994年から1995年にかけてブレーキのHSCブレーキ化を施工された他、制御車の空気圧縮機のC-1000LAへの変更も順次施工されており、時代の変遷に合わせてわずかずつではあるが適応が図られ続けている。
内部・八王子線車両全体、あるいは編成単位での変遷については「四日市あすなろう鉄道内部・八王子線」と「四日市あすなろう鉄道260系電車」を参照されたい。
本形式は、北勢線と内部・八王子線で、外観も形式もかなり異なる変化をとげたとは言え、同形式から派生した車両が使われた、唯一のケースだった。